# Aurelio José Kühn
Aurelio José Kühn Hergenreder OFM (ur. 8 grudnia 1938 w Aldea Santa María) – argentyński duchowny katolicki, prałat terytorialny Deán Funes w latach 2000-2013.

## Życiorys
Święcenia kapłańskie przyjął 11 sierpnia 1963 w Zakonie Braci Mniejszych. W 1967 obronił doktorat z teologii moralnej na rzymskim Collegium Antonianum. Był m.in. prowincjałem argentyńskiej prowincji św. Michała Archanioła.

### Episkopat
18 stycznia 2000 roku został mianowany przez papieża Jana Pawła II prałatem terytorialnym Deán Funes. Sakry biskupiej udzielił mu 25 marca 2000 ówczesny ordynariusz polowy Argentyny, Norberto Eugenio Conrado Martina.
21 grudnia 2013 przeszedł na emeryturę.